# Casa sulla cascata
La Casa sulla cascata è il nome italiano con cui è più nota Fallingwater, o Casa Kaufmann dal nome del suo proprietario, una villa progettata e realizzata sul ruscello Bear Run nei pressi di Mill Run, a circa 110 km a sud-est di Pittsburgh dall'architetto Frank Lloyd Wright. La villa, considerata uno dei capolavori dell'architettura organica, promuove un'armonia tra genere umano e natura e la creazione di "un nuovo sistema in equilibrio" tra l'ambiente costruito e l'ambiente naturale, che dialetticamente si relazionano divenendo parte di un unico interconnesso organismo architettonico.

## Storia

### La famiglia Kaufmann
Edgar J. Kaufmann era un ricco e sofisticato commerciante di Pittsburgh, dove era il direttore di un centro commerciale, il Kaufmann's Department Store. Liliane Kaufmann, come il marito, amava passare il proprio tempo all'aria aperta, praticando l'equitazione o escursioni panoramiche, ed era animata da una profonda sensibilità estetica che avrebbe poi avuto la sua impronta nella concezione della casa.
Edgar Kaufmann Jr., figlio unico di Edgar e Liliane, fu l'artefice dell'avvicinamento tra il padre e Frank Lloyd Wright. Nell'estate del 1934, Kaufmann Jr. lesse An Autobiography di Wright e, rimanendone colpito, si recò personalmente a fargli visita quello stesso settembre presso la sua residenza privata nel Wisconsin. Nell'arco di tre settimane, Kaufmann Jr. iniziò un apprendistato presso Taliesin, scuola di architettura fondata nel 1932 da Wright insieme alla moglie Olgivanna. Fu appunto durante una visita al figlio presso la scuola che Edgar e Liliane, nel novembre 1934, incontrarono Wright per la prima volta.
I coniugi Kaufmann vivevano al tempo a La Tourelle, una proprietà fondiaria francese di Fox Chapel progettata nel 1923 dall'architetto Benno Janssen; possedevano, tuttavia, anche una piccola villetta a Bear Run, nelle campagne intorno Pittsburgh, che utilizzavano come ritiro estivo. Quando le condizioni di questo luogo si deteriorarono a tal punto da rendere imperioso l'intervento di un architetto, Kaufmann contattò Wright, il quale il 18 dicembre 1934 accettò l'incarico e si recò personalmente a Bear Run per effettuare un sopralluogo nel sito di progetto. I vari elaborati dello stato di fatto, preparati dalla Fayette Engineering Company con tutte le indicazioni relative alla topografia e alla mappatura arborea del luogo, erano già pronti nel marzo 1935.

### La costruzione della casa
Come riportarono gli apprendisti dello stesso Wright, passati otto mesi dal sopralluogo iniziale, il 22 settembre 1935 Kaufmann, che si trovava per impegni personali a Milwaukee, chiamò inaspettatamente l'architetto comunicandogli che gli avrebbe fatto una visita a sorpresa a Taliesin. Wright, che gli aveva già comunicato precedentemente che stava ancora concettualizzando il progetto senza però aver ancora disegnato nulla, colto alla sprovvista ne disegnò le planimetrie in quelle due ore che Kaufmann impiegò per raggiungere Taliesin. Edgar Tafel e Robert Mosher, all'epoca studenti presso la scuola, testimoniarono che mentre Wright disegnava le planimetrie ragionava a voce alta su come quegli stessi spazi sarebbero stati poi utilizzati, concependo unitariamente la forma dell'edificio con la sua funzione.
La proposta di Wright prevedeva la casa sopra la cascata: Kaufmann, che desiderava una localizzazione a valle del corso d'acqua per motivi panoramici, inizialmente disapprovò la scelta dell'architetto, per poi finalmente accoglierla. Furono tuttavia numerose le modifiche che interessarono il progetto nelle sue prime fasi di elaborazione: per soddisfare le richieste dei coniugi Kaufmann, che desideravano una casa particolarmente ampia per accogliere i loro vari amici, nonché camere da letto separate più una stanza per gli ospiti aggiuntiva, Wright optò per una struttura a sbalzo, concepita con la collaborazione degli ingegneri Mendel Glickman e William Wesley Peters, con cui aveva già affrontato la progettazione delle colonne dendriformi degli Uffici S.C. Johnson.
Il progetto preliminare fu sottoposto all'approvazione di Kaufmann il 15 ottobre 1935; nel dicembre dello stesso anno venne riaperta una vecchia cava mineraria nei pressi di Bear Run così da estrarre le rocce necessarie per le pareti della casa. Wright si recò a supervisionare il cantiere a Bear Run solo saltuariamente, affidando all'apprendista Robert Mosher l'incarico di rappresentante permanente in situ. Il progetto esecutivo fu terminato da Wright nel marzo 1936, e la costruzione della casa prese avvio definitivamente nell'aprile dello stesso anno.
La costruzione di Fallingwater fu funestata da continui conflitti tra Wright, Kaufmann e l'appaltatore. Kaufmann, sospettoso dell'esperienza di Wright con il cemento armato, che giudicava lacunosa, si avvalse del parere di un'azienda di consulenza ingegneristica. Una volta ricevuti i risultati della loro indagine, Wright si dichiarò profondamente offeso, esigendo la restituzione dei vari disegni da Kaufmann e minacciando il suo ritiro definitivo dal progetto. Kaufmann cedette così all'intimidazione di Wright, e di conseguenza l'indagine ingegneristica precedentemente citata fu "sepolta" all'interno di uno dei muri di pietra della casa.
Per i solai a sbalzo, Wright impiegò travi a forma di T capovolta collaboranti con una soletta monolitica in calcestruzzo resistente a compressione. L'appaltatore, Walter Hall, anche lui ingegnere, con calcoli svolti indipendentemente ritenne opportuno aumentare l'armatura di rinforzo in acciaio della soletta del primo piano; Wright, tuttavia, rifiutò il suggerimento. Nel corso degli anni si è ipotizzato che l'appaltatore avesse tranquillamente raddoppiato l'armatura di rinforzo rispetto agli ingegneri consulenti di Kaufmann che, a loro volta, avevano raddoppiato la quantità di acciaio inizialmente prevista da Wright. Durante il restauro della casa condotto nel 1995, in ogni caso, è stato confermato che erano stati aggiunti ulteriori rinforzi in calcestruzzo.

### Dall'inaugurazione a oggi

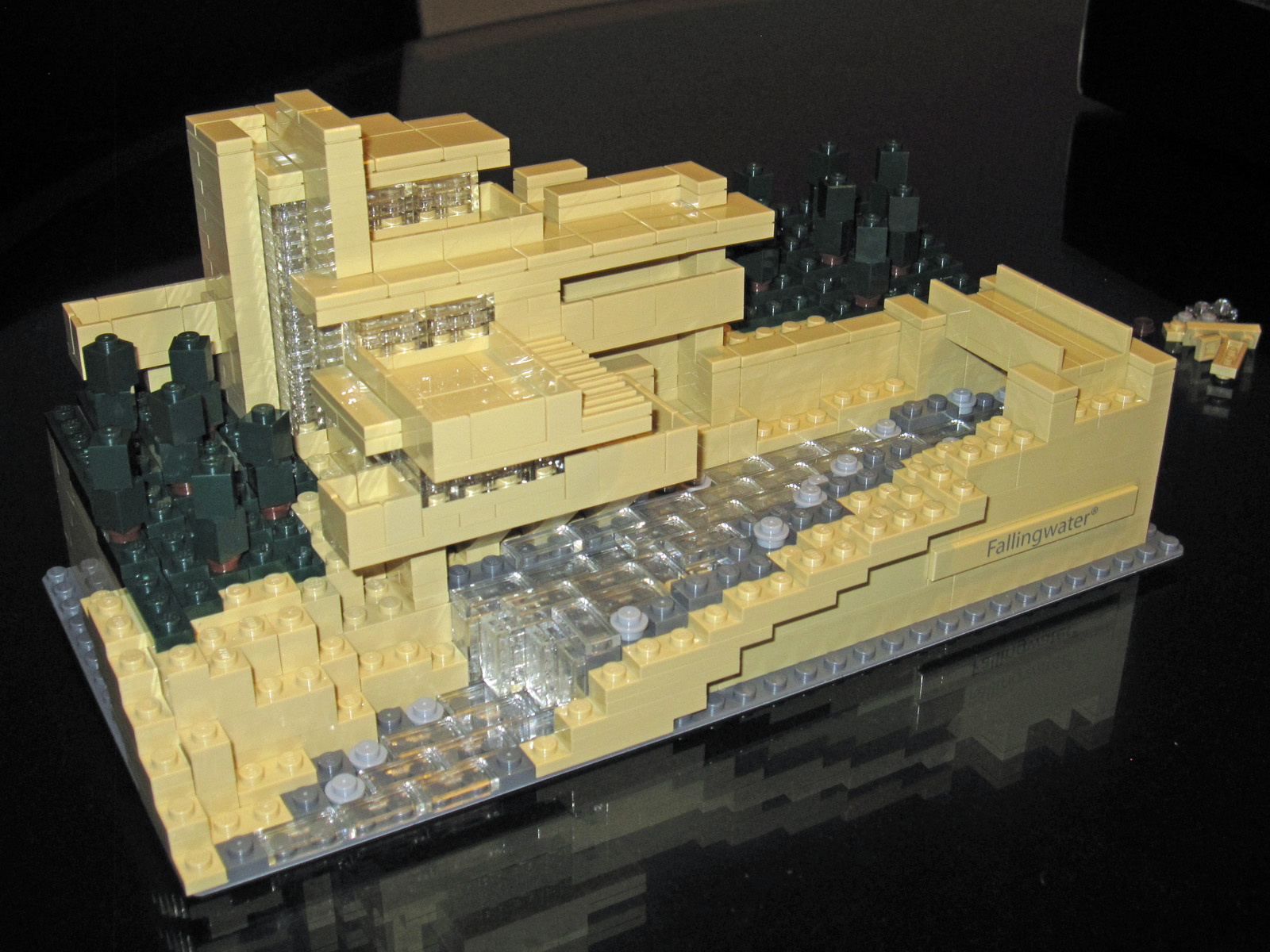
Fallingwater si è ormai saldamente ancorata nell'immaginario collettivo, a tal punto da divenire nel 2009 persino un set della LEGO (il n. 21005, con 811 pezzi)

Al di là delle frizioni esistenti tra progettista, committente e appaltatore, la Casa sulla cascata fu completata nel 1939. Il costo delle lavorazioni, inizialmente preventivato a 35000 $, lievitò alla fine a 155000 $, di cui 75000 $ per la casa, 22000 $ per le finiture e gli arredi, 50000 $ per la casa degli ospiti e 8000 $ come compenso professionale a Wright. Tra il 1939 e il 1941, infine, furono spesi altri 22000 $ per modifiche minori o agli impianti di illuminazione. Al netto dell'inflazione, i 155000 dollari spesi per la costruzione della casa equivalgono a 3 milioni di dollari nel 2022.
Fallingwater fu utilizzata continuamente dai Kaufmann come residenza secondaria, soprattutto durante l'estate, quando vi cercavano rifugio dal clima poco salubre del downtown di Pittsburgh. Liliane, in particolare, poteva nuotare nel torrente sottostante ed esporre negli ambienti domestici varie opere di arte moderna, fra cui quelle di Diego Rivera, che fu ospite della casa. Nel 1963, infine, Edgar Kaufmann Jr., che aveva ricevuto la proprietà in eredità dal padre defunto otto anni prima, la donò insieme a 1500 acri di terreno circostante al Western Pennsylvania Conservancy, organizzazione statunitense non a scopo di lucro finalizzata alla tutela del paesaggio della Pennsylvania occidentale.
(Edgar Kaufmann Jr.)
Negli anni successivi Fallingwater assurse definitivamente a simbolo dell'architettura moderna, accogliendo più di 160 000 visitatori ogni anno e venendo riconosciuta nel 2019, insieme ad altri sette edifici progettati da Wright, tra i siti patrimonio dell'UNESCO, a testimonianza del suo valore progettuale e culturale.

## Descrizione
Fulcro distributivo della Casa sulla cascata, accessibile da un piccolo ingresso posto sul retro coperto da tralicci in calcestruzzo, è il grande soggiorno-sala da pranzo, un unico ambiente dove la funzione di definire i diversi ambiti e funzioni è espletato dagli arredi, in modo da creare una spazialità per nulla rigida e codificata. In un'unica stanza, in questo modo, Wright definì una zona musicale (con un registratore e varie sedute), una zona studio (con scrivanie e scaffalature), un'area pranzo (con arredi in noce marezzato del Carolina del Nord su compensato) e la zona giorno vera e propria, strutturata intorno al simbolico elemento domestico del camino. Sull'angolo est del soggiorno, oltre all'ingresso, si innesta la scala che conduce ai piani superiori, dove sono presenti ambiti più privati, come le camere da letto (dei Kaufmann e degli ospiti). Questi vari ambienti sono collocati in una posizione più arretrata rispetto al piano terra, così da creare una volumetria gradonata che asseconda il declivio naturale su cui sorge la casa. Il risultato, in ogni caso, è una volumetria libera, dove gli spazi sono composti in maniera fluida, senza privilegiare un particolare punto di vista, così come sottolineato dal critico Bruno Zevi:
(Bruno Zevi)
I vari ambienti, racchiusi da ampie finestrature vetrate che liberano la visuale verso il bosco circostante, comunicano con l'esterno anche mediante ardite terrazze a sbalzo, realizzate in calcestruzzo gettato in opera. Le terrazze, che si intersecano e si accavallano nello spazio, presentano una tenue colorazione albicocca, in sostituzione del rivestimento in foglia oro che Wright aveva inizialmente ideato, e poi scartato, in virtù del processo di «semplificazione» e dell'«eliminazione del superfluo» che aveva appreso dalla lezione dell'architettura giapponese. I taglienti vassoi delle terrazze, in questo modo, si animano di una sensazione di leggerezza e smaterializzazione, instaurando una forte dialettica con la gravità, la massa e la compressione delle strutture verticali, che al contrario sono realizzate con la scabra pietra estratta dalla cava limitrofa.
In questo modo Wright riesce a proporre un edificio che convive in simbiosi con la natura circostante, senza che vi sia confusione o alcuna velleità di mimesi con essa. L'architetto, infatti, non intende dare vita a una architettura organicista, con forme presuntamente ispirate dalla morfologia del paesaggio o della cascata, bensì organica: «non si tratta di avere una forma naturale, ma un principio vitale che prende forma e significato all’interno dell'opera», per usare le sue stesse parole. Tale principio fa sì che il manufatto architettonico diventi talmente radicato nel luogo da rendere quest'ultimo impensabile senza una simile relazione: in questo modo, si «riesce a radicare l'abitare nella wilderness, senza cedimenti naturalistici», per citare le parole del critico Manfredo Tafuri. Di seguito, invece, si riportano le parole del critico Marco Biraghi:
(Marco Biraghi)